# Pleuraphodius medioximus
Pleuraphodius medioximus är en skalbaggsart som beskrevs av Louis Albert Péringuey 1901. Pleuraphodius medioximus ingår i släktet Pleuraphodius och familjen Aphodiidae. Inga underarter finns listade i Catalogue of Life.